# For Lovers Only
For Lovers Only är en film regisserad av Michael Polish, skriven av Mark Polish och producerad av The Polish brothers och Sean O'Grady.